# Jean Louis d'Usson de Bonnac
Jean Louis d'Usson, markis de Bonnac, född omkring 1673 och död 1738, var en fransk diplomat, far till Jean-Louis och Pierre Chrysostème d'Usson de Bonnac.
Bonnac var först militär, men ägnade sig snart åt diplomatin och skickades 1701 som ändebud till Karl XII för att vinna denne för Frankrike, vilket dock misslyckades. Sedermera ackrediterades Bonnac även hos Stanislaus Leszczynski men återvände efter hans störtande till Frankrike. 
1711-13 var Bonnac sändebud i Spanien, 1716-24 i Turkiet, 1727-36 i Schweiz. Särskilt i Turkiet tillvaratog Bonnac med framgång Frankrikes intressen. Bonnacs Mémoire sur les affaires du Nord de 1700 à 1710 trycktes i Revue d'histoire diplomatique 1888-89.